# Lysandra splendidissima
Lysandra splendidissima är en fjärilsart som beskrevs av Lucas 1955. Lysandra splendidissima ingår i släktet Lysandra och familjen juvelvingar. Inga underarter finns listade i Catalogue of Life.